# Hoorn
Hoorn je město v nizozemské provincii Severní Holandsko. Nachází se 40 km severně od Amsterdamu na pobřeží umělého jezera Markermeer. Město má okolo sedmdesáti tisíc obyvatel a je střediskem stejnojmenné obce, která zaujímá 52 km² (z toho 33 km² připadá na vodní plochy.)

## Historie
Podle legendy založil město na břehu zálivu Hoornse Hop v roce 716 fríský král Radbod. V roce 1297 se stal Hoorn s celým regionem Západního Fríska součástí Holandského hrabství. V roce 1357 udělil Vilém V. Holandský Hoornu městská práva. Největší rozkvět zažilo město za nizozemského zlatého věku, kdy bylo významným přístavem Sjednocené východoindické společnosti a střediskem zámořského obchodu. Z té doby pochází množství výstavných staveb v centru, které jsou památkově chráněny. Od 18. století nastal úpadek, v roce 1932 byla vybudována hráz Afsluitdijk a Hoorn ztratil přístup k moři. Počet obyvatel začal růst až po druhé světové válce, kdy se sem začali stěhovat za klidným prostředím obyvatelé aglomerace Randstad. Hlavními pamětihodnostmi jsou Západofríské muzeum a chrám Noorderkerk z roku 1519.
Pocházel odsud Willem Schouten, který v roce 1616 obeplul mys Horn a pojmenoval jej podle svého rodného města.

## Části města
- Binnenstad
- Venenlaankwartier
- Hoorn-Noord
- Grote Waal
- Risdam-Zuid
- Risdam-Noord
- Nieuwe Steen
- Zwaag
- Westerblokker
- Kersenboogerd-Noord
- Kersenboogerd-Zuid
- Hoorn 80
- Bangert en Oosterpolder
- Zevenhuis

## Rodáci
- Jan Pieterszoon Coen (1587–1629), guvernér Nizozemské východní Indie
- Jan Linsen (1602–1635), malíř
- Maarten Houttuyn (1720–1798), lékař a přírodovědec
- Johan Messchaert (1857–1922), operní pěvec
- Simone van der Vlugt (* 1966), spisovatelka
- Frank de Boer a Ronald de Boer (* 1970), fotbalisté
- Nadine Broersenová (* 1990), atletka

## Partnerská města
- Beersel, Belgie (1968)
- Příbram, Česko (1992)[4]
- Malakka, Malajsie (1989–2005)